# Czerwona willa w Warszawie
Czerwona willa (willa Friedbergów) – zabytkowa kamienica w Warszawie przy ul. Sułkowickiej 3 na obszarze Sielc w dzielnicy Mokotów. Fronton i drugie wejście znajduje się od ul. Belwederskiej 18. 

## Opis
Zbudowana w latach 1925–1928 dla Michała Friedberga, kupca, filantropa, dyrektora szpitala w warszawskim getcie. Architektura budynku inspirowana architekturą willi włoskich, jest wybitnym przykładem warszawskiego modernizmu i polskiego wzornictwa art déco. Nazwę zawdzięcza elewacji koloru różu pompejańskiego. 
Budynek przetrwał II wojnę światową bez poważniejszych uszkodzeń. 
Po wojnie willa wraz z otaczającym ją ogrodem przeszła na własność Skarbu Państwa. W pierwszych powojennych latach mieściła się tam jedna z siedzib Urzędu Bezpieczeństwa. W 2002 została zwrócona rodzinie pierwszego właściciela, którzy sprzedali ją następnie firmie deweloperskiej Gant Development. Jesienią 2003 na budynku odsłonięto tablicę poświęconą pierwszemu właścicielowi; tablica została jednak ukradziona, budynek zaś zaczął popadać w ruinę. 
W 2008 roku w planie zagospodarowania Starego Mokotowa czerwona willa została uznana za dobro kultury współczesnej. 
W 2009 roku willa została wpisana do rejestru zabytków. 